# Solenoid (Mathematik)

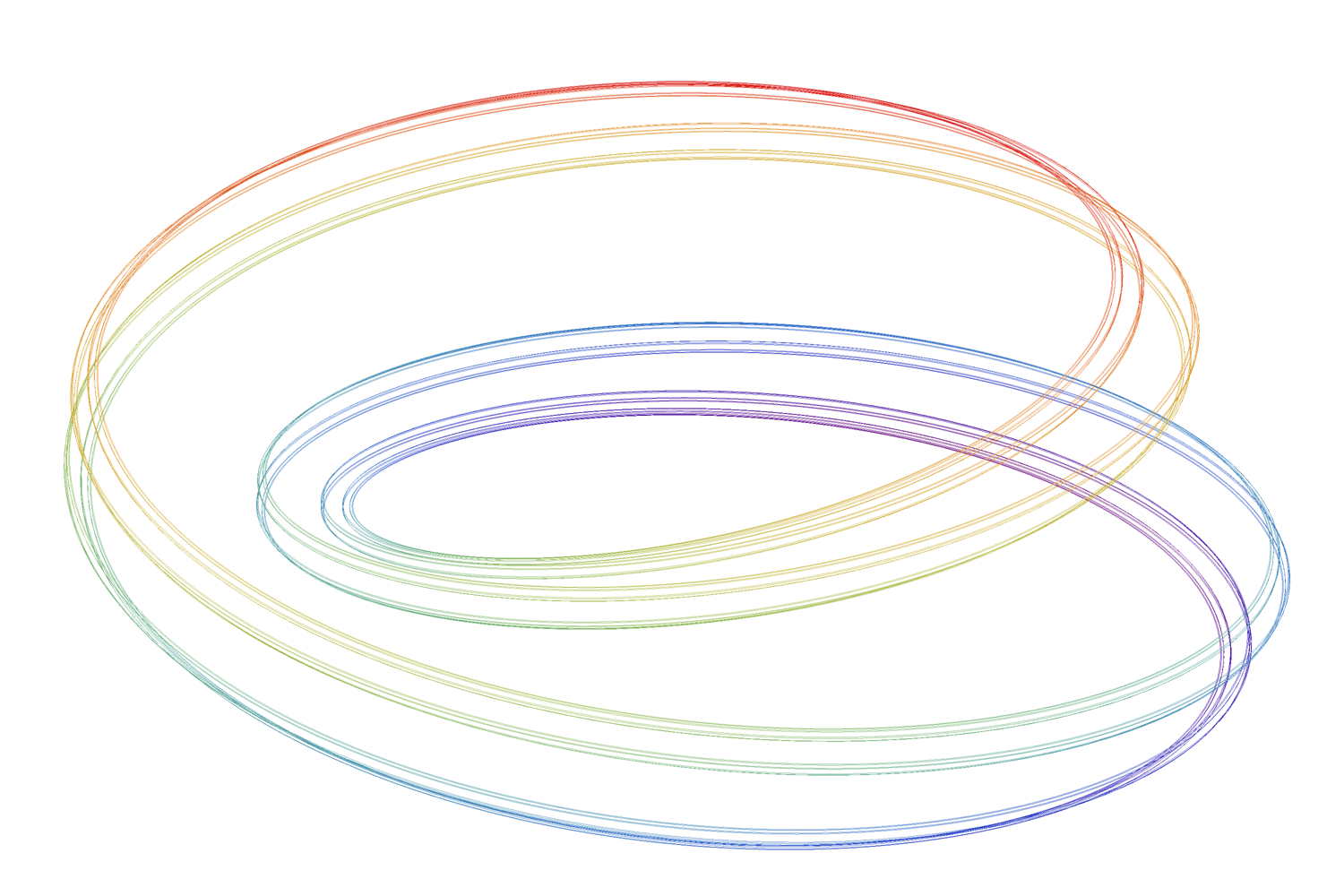
Ein Smale-Williams-Solenoid

In der Mathematik sind Solenoide gewisse Kontinua, die unter anderem als Attraktoren in der Theorie der dynamischen Systeme vorkommen.

## Definition
Ein Solenoid ist eine topologische Gruppe, die der projektive Limes einer Folge stetiger Homomorphismen
{\displaystyle f_{ij}\colon S_{i}\to S_{j}}
ist,
wobei alle {\displaystyle S_{i}} topologische Gruppen homöomorph zur Kreisgruppe sind.
Wenn man die Kreisgruppe als {\displaystyle \left\{z\in \mathbb {C} \colon |z|=1\right\}} realisiert, dann sind also alle {\displaystyle f_{ij}} von der Form
{\displaystyle f_{ij}(z)=z^{n_{ij}}}
für ein {\displaystyle n_{ij}\in \mathbb {Z} }. Anschaulich gesprochen wickelt {\displaystyle f_{ij}} den Kreis {\displaystyle \mid n_{ij}\mid }-mal um sich selbst, je nach Vorzeichen von {\displaystyle n_{ij}} in positiver oder negativer Richtung.

## Eigenschaften
Solenoide sind kompakt,  zusammenhängend und eindimensional. Sie sind unzerlegbare Kontinua und nicht lokal zusammenhängend oder lokal wegzusammenhängend. Sie lassen sich in den dreidimensionalen euklidischen Raum einbetten und sind damit metrisierbar.

## Beispiele

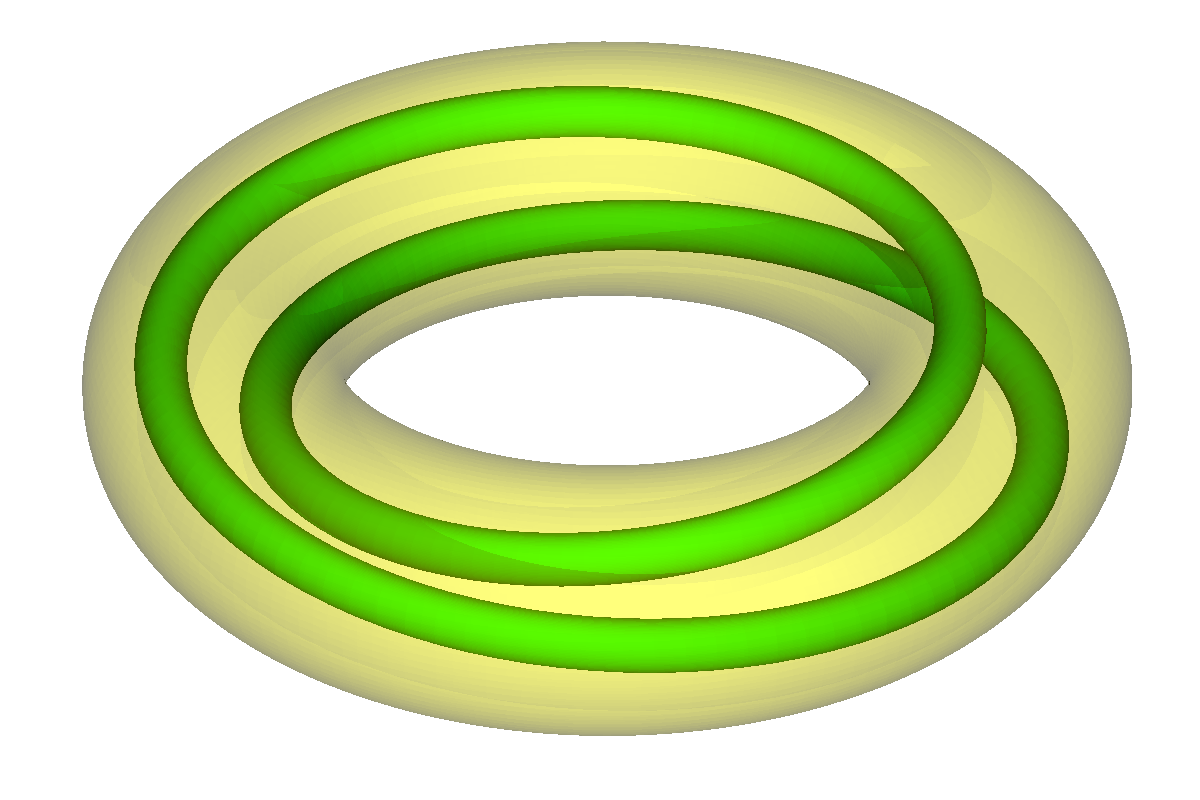
Erster Schritt in der Konstruktion eines Smale-Williams-Solenoids: ein Volltorus wird innerhalb des Volltorus zweimal herumgewickelt.

Die ersten sechs Schritte in der Konstruktion eines Smale-Williams-Solenoids.

- Die folgenden topologischen Gruppen sind alle isomorph zueinander und sind ein Solenoid:[1]

1. der projektive Limes {\displaystyle \varprojlim _{n\in \mathbb {N} }S^{1}}, wobei {\displaystyle \mathbb {N} } durch die Teilbarkeitsrelation teilgeordnet ist und für {\displaystyle m\mid n} die Abbildung von der {\displaystyle n}-ten auf die {\displaystyle m}-te Kopie von {\displaystyle S^{1}} durch {\displaystyle z\to z^{\frac {n}{m}}} gegeben ist;
2. der projektive Limes {\displaystyle \varprojlim _{n\in \mathbb {N} }\mathbb {R} /{\frac {1}{n}}\mathbb {Z} }, wobei {\displaystyle \mathbb {N} } durch die Teilbarkeitsrelation teilgeordnet ist und für {\displaystyle m\mid n} die Abbildung von {\displaystyle \mathbb {R} /{\frac {1}{n}}\mathbb {Z} } auf {\displaystyle \mathbb {R} /{\frac {1}{m}}\mathbb {Z} } von der Identitätsabbildung induziert wird;
3. das Pontrjagin-Dual {\displaystyle \mathbb {Q} ^{\vee }}, d. h. die Menge der Gruppenhomomorphismen {\displaystyle \mathbb {Q} \to S^{1}} mit der kompakt-offenen Topologie, wobei {\displaystyle \mathbb {Q} } die diskrete Topologie trägt;
4. die Adeleklassengruppe {\displaystyle {\mathbb {A} }/\mathbb {Q} }, wobei {\displaystyle {\mathbb {A} }} der Adelring und {\displaystyle \mathbb {Q} \subset {\mathbb {A} }} diagonal eingebettet ist.

- Das Smale-Williams-Solenoid zu einer Folge natürlicher Zahlen {\displaystyle n_{i}} wird wie folgt konstruiert: starte mit einem Volltorus {\displaystyle T_{1}}, dann wird ein Volltorus {\displaystyle T_{2}} innerhalb von {\displaystyle T_{1}} {\displaystyle n_{1}}-mal herumgewickelt (das Bild rechts zeigt den Fall {\displaystyle n_{1}=2}), anschließend wird ein Volltorus {\displaystyle T_{3}} innerhalb von {\displaystyle T_{2}} {\displaystyle n_{2}}-mal herumgewickelt, und so fort. Dabei sollen die Durchmesser des Querschnitts der Volltori gegen Null konvergieren. Die Schnittmenge {\displaystyle \Lambda =\bigcap T_{i}} ist dann homöomorph zum durch die Folge {\displaystyle f_{i,i+1}(z)=z^{n_{i}}} definierten Solenoid.[2]